# Fujiwara no Nakafumi
Fujiwara no Nakafumi (aussi Nakafun, 923, 992, 藤原 仲文) est un poète de waka du milieu de l'époque de Heian et un noble japonais. Il est choisi pour être membre de la liste des trente-six grands poètes.
Les poèmes de Nakafumi sont inclus dans plusieurs anthologies impériales de poésie dont le Chokusen Wakashū. Il existe aussi une collection personnelle de poésies  appelée Nakafumishū.

## Source de la traduction
- (en) Cet article est partiellement ou en totalité issu de l’article de Wikipédia en anglais intitulé « Fujiwara no Nakafumi » (voir la liste des auteurs).